# Marchena (Gerichtsbezirk)
Der Gerichtsbezirk Marchena ist einer der 15 Gerichtsbezirke in der Provinz Sevilla.
Der Bezirk umfasst 3 Gemeinden auf einer Fläche von 688,77 km² mit dem Hauptquartier in Marchena.

## Gemeinden
| Gemeinde                | Einwohner (2024) | Fläche km² | Dichte Einw./km² | Cod INE | Postleitzahl |
| ----------------------- | ---------------- | ---------- | ---------------- | ------- | ------------ |
| Arahal                  | 19.417           | 201,09     | 97               | 41011   | 41920        |
| Marchena                | 19.382           | 378,25     | 51               | 41060   | 41620        |
| Paradas                 | 6.779            | 109,43     | 62               | 41071   | 41610        |
| Gerichtsbezirk Marchena | 45.578           | 688,77     | 66               | –       | –            |